# Hřibiny-Ledská
Hřibiny-Ledská település Csehországban, Rychnov nad Kněžnou-i járásban. Hřibiny-Ledská Olešnice, Libel, Častolovice, Třebešov és Lično településekkel határos. Lakosainak száma 372 fő (2024. január 1.).

## Népesség
A település lakosságának változását az alábbi diagram mutatja:
| Lakosok száma | 614  | 609  | 581  | 471  | 339  | 291  | 345  | 356  | 366  | 372  |
|               | 1869 | 1890 | 1921 | 1950 | 1980 | 2001 | 2017 | 2019 | 2022 | 2024 |